# Spielerlaubnis (Sport)
Spielerlaubnis (oder Spielberechtigung) ist im Sport die Zulassung eines Lizenzspielers zum Spielbetrieb.

## Allgemeines
Lizenzspieler gibt es in verschiedenen Profisportarten. Der Begriff wird hier am Beispiel des Profifußballs erläutert. Die Spielerlaubnis heißt umgangssprachlich auch „Lizenz“, weil ein Fußballverband sowohl einem Verein als auch dessen Spielern eine Lizenz erteilt. Im Profifußball ist nach der deutschen „Lizenzordnung Spieler“ (LOS) ein Lizenzspieler, wer das Fußballspiel aufgrund eines mit einem lizenzierten Fußballverein oder einer lizenzierten Kapitalgesellschaft geschlossenen schriftlichen Vertrages betreibt und durch Abschluss eines schriftlichen Lizenzvertrages mit dem Ligaverband (Veranstalter) zum Spielbetrieb zugelassen ist. Ähnliche Regelungen finden sich auch bei anderen Profisportarten und im Ausland. Der Lizenzvertrag zwischen dem Spieler und dem Ligaverband ist Voraussetzung dafür, dass der Spieler bei Abschluss eines Arbeitsvertrages mit einem Verein die Spielerlaubnis für Lizenzspieler in Lizenzmannschaften erhält.

## Rechtsgrundlagen
Für einen Verein ist nur derjenige Spieler spielberechtigt, der eine vom Liga-Ausschuss des DFB gemäß § 10 Nr. 1.1 Lizenzordnung Spieler (LOS) erteilte Spielerlaubnis besitzt. Die Erteilung der Spielerlaubnis für einen Lizenzspieler ist von dem Verein, der den Spieler verpflichtet hat, beim Ligaverband zu beantragen (§ 13 Nr. 1 LOS). Die Spielerlaubnis ist unter anderem von der Eintragung eines Spielers in die Transferliste und der Sporttauglichkeit abhängig. Die Spielberechtigung hängt unter anderem auch davon ab, dass der neue Verein an den alten Verein die Ablösesumme zahlt (§ 14 Nr. 9 LOS). Die Zahlung der Ablösesumme bildet hiernach eine notwendige Voraussetzung dafür, dass dem Spieler die Spielerlaubnis für den übernehmenden Verein als neuen Arbeitgeber vom DFB erteilt werden kann. Die Ablöseentschädigung soll dem alten Verein einen Ausgleich dafür schaffen, dass den Spieler entdeckt, ausgebildet und gefördert hat und durch dessen Weggang sportlich und finanziell betroffen wird. Den Ausgleich soll der übernehmende Verein leisten, weil der Einsatz des Spielers ihm sportliche und wirtschaftliche Vorteile verschafft.
Bei Verstößen gegen die Transferbestimmungen ist die Spielerlaubnis zu versagen. Spielberechtigt ist nur dasjenige Vereinsmitglied, das nach den Vorschriften seines Mitgliedsverbandes eine Spielerlaubnis für seinen Verein erhalten hat und damit registriert ist. Frühester Tag der Spielberechtigung ist der Tag des Eingangs des Antrags auf Erteilung der Spielerlaubnis bei der Passstelle des zuständigen Mitgliedsverbandes. Durch die Registrierung verpflichtet sich ein Spieler, die Statuten und Reglements der FIFA und der UEFA sowie die Satzungen und Ordnungen des DFB und seines jeweiligen Regional- und Landesverbandes bzw. des Ligaverbandes einzuhalten. Eine Spielerlaubnis wird nur erteilt, wenn u. a. ein wirksamer Arbeitsvertrag zwischen Spieler und Verein vorliegt. Die Spielberechtigung wird grundsätzlich durch Vorlage des Spielerpasses nachgewiesen (§ 10 Nr. 2 LOS). Die Exklusivität des Einsatzrechts ist dadurch hinreichend gesichert, dass nach § 25 Nr. 4 SpO ein Spiel für die Mannschaft als verloren zu werten ist, die schuldhaft einen nicht spielberechtigten Spieler eingesetzt hat. 
Ein in den Bundesliga-Skandal verwickelter Spieler hat durch erwiesene Bestechlichkeit seine Spielerlaubnis verwirkt, wie der Bundesgerichtshof (BGH) in seinem Urteil vom November 1975 gegen Hartmut Weiß bestätigte.

## Zweck
Nur mit einer Spielerlaubnis kann ein Sportverband die Einhaltung seiner Regeln und damit die Einheitlichkeit des Sports überwachen. Durch die Spielerlaubnis erkennt der Spieler an, dass er diese Regeln beachtet und sich bei einem Verstoß hiergegen gegebenenfalls Sanktionen in Form von Disziplinarstrafen unterwirft. Die Spielerlaubnis gilt als Nachweis für die Bundesligatauglichkeit eines Spielers. Allerdings ist sie – wie alle Regeln – für das Bestehen eines Arbeitsverhältnisses unerheblich. Der DFB schränkt durch die Spielerlaubnis das Recht auf Arbeit des Spielers ein, was jedoch Tendenzunternehmen zugestanden wird.

## Wirtschaftliche Aspekte
Der Arbeitsvertrag und die Spielerlaubnis lösen für den Fußballverein als Arbeitgeber des Lizenzspielers (Arbeitnehmer) eine Aktivierungspflicht in der Vereinsbilanz aus. Nach dem Urteil des Bundesfinanzhofs (BFH) vom Dezember 2011 hat der Verein die an andere Fußballklubs gezahlten Ablösesummen als Anschaffungskosten in der Bilanzposition „Spielerwerte“ (immaterieller Vermögensgegenstand) zu aktivieren, die linear über die gesamte Vertragslaufzeit abzuschreiben sind. Der BFH betont, dass, sofern die Praxis des „Spielerhandels“ im Profisport selbst nicht als rechts- oder sittenwidrig angesehen wird, eine an diese Praxis als Tatsache anknüpfende Bilanzierung nicht dem Rechts- oder Sittenwidrigkeitsverbot unterfallen könne. Infolge der verbandsrechtlichen Absicherung durch die Spielerlaubnis in Verbindung mit dem ebenfalls verbandsrechtlich organisierten Transfersystem habe sich ein Markt für „Einkauf“ und „Verkauf“ von Lizenzspielern etabliert. Das daraus entstehende Wertpotenzial eines Spielers für den Verein sei von den Leistungspflichten des Arbeitsvertrags losgelöst und deshalb als eigenständiges abnutzbares Wirtschaftsgut aufzufassen.